# 군중노선
군중노선은 중국 혁명 기간 동안 마오쩌둥과 중국 공산당이 발전시킨 정치적, 조직적, 지도적 방법이다. 군중노선의 본질적인 요소는군대중과 상의하고, 마르크스-레닌주의의 틀 안에서 군중의 제안을 해석하고, 그 결과 정책을 시행하는 것이다.
마오쩌둥은 이것을 철학, 전략, 전술, 지도력 및 조직 이론을 포괄하는 일관된 조직 방법론으로 발전시켰고, 이는 중국 혁명 이후 많은 공산주의자 들이 적용해 왔다. 중국 공산주의 지도자들은 일반적으로 효과적인 '군중노선' 전술을 충실히 추구한 덕분에 권력을 장악했으며, '올바른' 군중노선은 완전한 권력 공고화를 위한 필수 전제 조건으로 여겨진다.
마오쩌둥은 이오시프 스탈린이 농민과 인민대중에 대한 믿음이 부족하고 사회주의 발전에 대해 기계적으로 이해하며 사회주의 투쟁에 적극적으로 참여하지 않는다고 비판했다.
마오쩌둥의 사상에 대한 일부 비평가들은 군중노선을 포퓰리즘의 한 형태로 간주한다.